# Roccaromana
Roccaromana là một đô thị ở tỉnh Caserta trong vùng Campania của Ý, có vị trí cách khoảng 50 km về phía bắc của Napoli và khoảng 25 km về phía tây bắc của Caserta. Tại thời điểm ngày 31 tháng 12 năm 2004, đô thị này có dân số 1.045 người và diện tích là 27,1 km².
Đô thị Roccaromana có các frazioni (các đơn vị cấp dưới, chủ yếu là các làng) Statigliano and Santa Croce.
Roccaromana giáp các đô thị: Baia e Latina, Dragoni, Formicola, Liberi, Pietramelara, Pietravairano, Pontelatone.

## People from Roccaromana
- Antonio Senese, poet